# Мегарей (сын Гиппомена)
Мегарей (др.-греч. Μεγᾰρεύς, букв. «житель или уроженец Мегары»). Сын Гиппомена. Прибыл из Онхеста в Мегары на помощь Нису в войне против Миноса, но был убит последним. По другим источникам, сын Посейдона, пал в сражении и похоронен, от него город назвали «Мегара». Либо сын Посейдона и Энопы. По иной версии, сын Аполлона.
По мегарской версии, войны с критянами не было, а Мегарей женился на Ифиное, дочери Ниса, и унаследовал его власть. Его сыновьями были Евипп и Тималк; дочерью — Пирго, зятем — Алкафой; либо Алкафой — тоже сын.